# Portret małżonków:Barbary Vlaenderbergh i Willema Moreel
|                                                                                          |                                                                                                 |
| Tryptyk Moreel                                                                           |                                                                                                 |
| Portret Willema Moreel, ok. 1482, 37 x 27 cm, Królewskie Muzea Sztuk Pięknych w Brukseli | Portret Barbary Vlaenderbergh, ok. 1482, 37 x 27 cm, Królewskie Muzea Sztuk Pięknych w Brukseli |

Portret małżonków:Barbary Vlaenderbergh i Willema Moreel – tryptyk olejny na desce niderlandzkiego malarza niemieckiego pochodzenia Hansa Memlinga.
Prawdopodobnie pierwotnie był to tryptyk wotywny, jednakże środkowa część dzieła zaginęła. Portretowanym mężczyzną był prawdopodobnie burmistrzem Brugii Guillaume Morel, który charakteryzował się przebiegłym charakterem i kpiarskim poczuciem humoru. Kobietą była jego żona Barbara Vlaenderbergh. Obie postacie zostały sportretowane w pozycji modlitewnej. Ich wizerunki zostały przedstawione na tle pejzażu. Taki sposób ukazania portretowanych postaci był nowatorską metodą wśród niderlandzkich malarzy. Twarz Barbary została zasłonięta cienkim przezroczystym welonem.    